# Zeitgeist (gravadora)
Zeitgeist é uma gravadora alemã de house music, pertencente à Universal Music (Germany). Antigamente a Zeitgeist era um selo pertencente a Polydor Zeitgeist, um departamento da Polydor. Hoje em dia, o selo de gravação pertence a Universal Music Domestic Division (Universal Music GmbH).

## Artistas divulgados pela Zeitgeist
- DJs @ Work
- Groove Coverage
- Herby F
- Kaycee
- M@D
- RMB
- Rocco
- Sono